# Рондо, Даниэль
Даниэ́ль Рондо́ (фр. Daniel Rondeau; род. 7 мая 1948, Мениль-сюр-Оже) — французский писатель, журналист и дипломат. Член Французской академии с 2019 года.

## Биография
Родился 7 мая 1948 года в Мениль-сюр-Оже, детские годы провёл в Шалон-сюр-Марн, получил высшее юридическое образование в Университете Пантеон-Ассас (Париж). В юности стал активистом маоистской партии «Пролетарские левые», в начале 1970-х четыре года трудился рабочим на заводе по производству изоляторов в Нанси (в 1988 году опубликовал книгу под названием «Энтузиазм» об этом периоде своей жизни). В 1979 году увидела свет первая книга Рондо — «Chagrin lorrain, la vie ouvrière en Lorraine (1870—1914)» («Лотарингская скорбь — жизнь рабочих в Лотарингии» (1870—1914)), написанная в соавторстве с Франсуа Боденом. В 1977 году начал журналистскую карьеру на радиостанции Radio Nord-Est (высшим достижением там стало интервью с Джонни Холлидеем), с 1982 по 1985 год являлся главным редактором отдела культуры в газете Liberation. С 1986 по 1998 год — известный репортёр еженедельника «Le Nouvel Observateur», в 1999—2006 годах сотрудничал в журнале «L’Express», а также в Paris-Match. Занимался издательской деятельностью, в конце 1980-х стал соучредителем издательства Quai Voltaire. В 2008—2011 годах являлся послом Франции на Мальте, в 2011—2013 годах — постоянным представителем Франции при ЮНЕСКО. В 2017 году книга Рондо «Mécaniques du chaos» («Механики хаоса») была удостоена Большой премии Французской академии за роман.
6 июня 2019 года избран членом Французской академии на место, остававшееся вакантным после смерти Мишеля Деона.

## Книги

### Романы и эссе
- Chagrin lorrain (avec François Baudin), Paris, Le Seuil, 1979.
- L’Âge-Déraison, Paris, Le Seuil, 1982.
- Trans-Europ-Express, Paris, Le Seuil, 1984.
- Tanger, Paris, Quai Voltaire, 1987. Édition poche, Paris, Hachette, Le Livre de poche, # 6783.
- L’Enthousiasme, Paris, Quai Voltaire, 1988; Paris, Grasset, 2006, coll. «Les Cahiers Rouges».
- Chronique du Liban rebelle 1988—1989, Paris, Grasset, 1991.
- Les Tambours du Monde, 1989, Paris, Grasset.
- Portraits champenois (avec Gérard Rondeau), Reflets, 1991.
- La Part du diable, Paris, Grasset, 1992.
- Littérature notre ciel, souvenir de Heinrich Maria Ledig Rowohlt, Paris, Grasset, 1992, hors commerce.
- Les Fêtes partagées, lectures et autres voyages, Paris, NIL éditions, 1994 et 2015.
- Mitterrand et nous, Paris, Grasset, 1994.
- Des Hommes libres, La France libre par ceux qui l’ont faite, avec Roger Stéphane, Paris, Grasset, 1997.
- Alexandrie[фр.], Paris, NIL, 1997. Édition de poche, Paris, Gallimard, coll «Folio», # 341. Prix des Deux Magots 1998.
- Tanger et autres Marocs, Paris, NIL, 1997. Édition de poche, Paris, Gallimard, coll «Folio», # 3342}.
- Istanbul, Paris, NIL, 2002. Édition de poche, Paris, Gallimard, coll «Folio», # 4118.
- Dans la marche du temps, Paris, Grasset, 2004. Édition poche, Paris, Hachette, Le Livre de poche.
- Camus ou les promesses de la vie[фр.], Paris, Mengès, 2005.
- Istanbul, La Martinière, 2005 (avec des photographies de Marc Moitessier.)
- Les Vignes de Berlin, Paris, Grasset, 2006.
- Journal de lectures, Transbordeurs, 2007.
- La Consolation d’Haroué, (avec des aquarelles d’Alberto Bali), Gourcuff Gradenigo, 2007.
- Carthage, Paris, NIL, 2008. Édition de poche, Paris, Gallimard, coll «Folio», # 4948.
- Johnny, Paris, NIL, 2009.
- Malta Hanina, Paris, Grasset, 2012. Édition de poche, Paris, Gallimard, coll «Folio», # 5572.
- Vingt ans et plus, Paris, Flammarion, 2014.
- Boxing-Club, Paris, Grasset, 2016.
- Mécaniques du chaos[фр.], Paris, Grasset, 2017.
- La raison et le cœur, Paris, Grasset, 2018.

### Коллективные труды
- Pourquoi écrivez vous ? sous la direction de Jean-François Fogel et Daniel Rondeau, Paris, Hachette, Le Livre de Poche-Biblio, # 4086.
- L’Appel du Maroc, sous la direction de Daniel Rondeau, Paris, Institut du monde arabe, 1999.
- Goudji, le magicien d’or, Gourcuff Gradenigo, 2007.